# PoEdit
poEdit — безкоштовний та відкритий кросплатформовий інструмент редагування каталогів локалізації для gettext. Тобто, це редактор, призначений для перекладу інтерфейсів програм що підтримують технологію gettext. У цьому випадку всі повідомлення програми, пункти меню, назви і т. д. містяться у спеціальних файлах з розширенням «po». Працювати з такими файлами в звичайному текстовому редакторові досить незручно, це пов'язано з синтаксисом, що тут використовується. Тому зовнішній вигляд Poedit дещо незвичайний. Основне вікно редактора поділене на три частини. У першій — всі повідомлення, що містяться у файлі. Причому, на відміну від багатьох інших редакторів, призначених для роботи з .po, PoEdit не показує ті частини файлу, де міститься службова інформація — номер повідомлення, файл програми, де зустрічається це повідомлення і т. д. Таким чином, перекладач може не відволікатися на зайві рядки. У другій частині вікна міститься повідомлення, яке перекладається в цей час, а в третій частині — власне переклад.
З приємних сторін інтерфейсу PoEdit можна відзначити, наприклад, те, що неперекладені та закоментовані повідомлення підсвічуються та поміщаються на початок списку. Також цей редактор можна використовувати для перекладу програм, які містять повідомлення усередині файлів з кодом. PoEdit проглядає вказаний файл і шукає рядки, що перекладаються.
PoEdit надається під ліцензією MIT.
Програма побудована на інструментарії wxWidgets і, відповідно, може працювати на будь-якій платформі (хоча вивірено лише Unix/Linux з GTK+ та Windows). Ціллю програми є прагнення забезпечити зручніший підхід до редагування каталогів аніж запуск vi та редагування файлу вручну.

## Можливості
Ось — короткий список можливостей:
- poEdit показує дані у дуже компактному шляху. Рядки поєднані у списку щоб легше було орієнтуватися у великих каталогах та зразу ж бачити яку частину каталогу вже є перекладено, чи потрібно перекласти і яка частина є «неточним» перекладом.
- Працює на системах Unix/Linux та Windows.
- Підтримка форм множини.
- Можливість підсвітки невидимих символів.
- Неперекладені та неточні записи підсвічуються та відображаються зверху списку.
- Автоматична компіляція файлів .mo (при потребі).
- Автоматичне оновлення заголовків.
- Навігатор посилань дозволяє Вам бачити де і в якому контексті цей рядок зустрічається.
- Ви можете використовувати poEdit для сканування джерельного коду і пошуку рядків для перекладу.
- Інтеграція з оточеннями KDE та GNOME. Проте жодне з цих оточень не вимагається.
- Підтримка UTF-8. poEdit розуміє усі кодування, підтримувані ОС, та сам працює у Unicode.
- Підтримка конвертування між варіантами завершення рядка (корисно, якщо Вам потрібно редагувати каталоги вручну під Windows).
- Пам'ять перекладів автоматизує переклад частих фраз. poEdit може витягнути дані з перекладами з усіх Ваших файлів PO, MO та RPM.
- Діалог пошуку пришвидшує навігацію у каталозі.
- Редагування коментарів.
- Менеджер каталогів.
- Підтримка Unicode для Windows NT/2000/XP (часткова підтримка Unicode для Windows 9x). Повна підтримка Unicode для Unix з GTK+ 2.x.
- Перевірка правопису (GTK+ 2.x).
- Інтерфейс poEdit перекладено багатьма мовами  [Архівовано 20 серпня 2008 у Wayback Machine.]